# Плайштайн
Плайштайн (нім. Pleystein) — місто в Німеччині, розташоване в землі Баварія. Підпорядковується адміністративному округу Верхній Пфальц. Входить до складу району Нойштадт-ан-дер-Вальднааб. Центр об'єднання громад Плайштайн.
Площа — 36,10 км2. Населення становить 2327 ос. (станом на 31 грудня 2020).

## Галерея

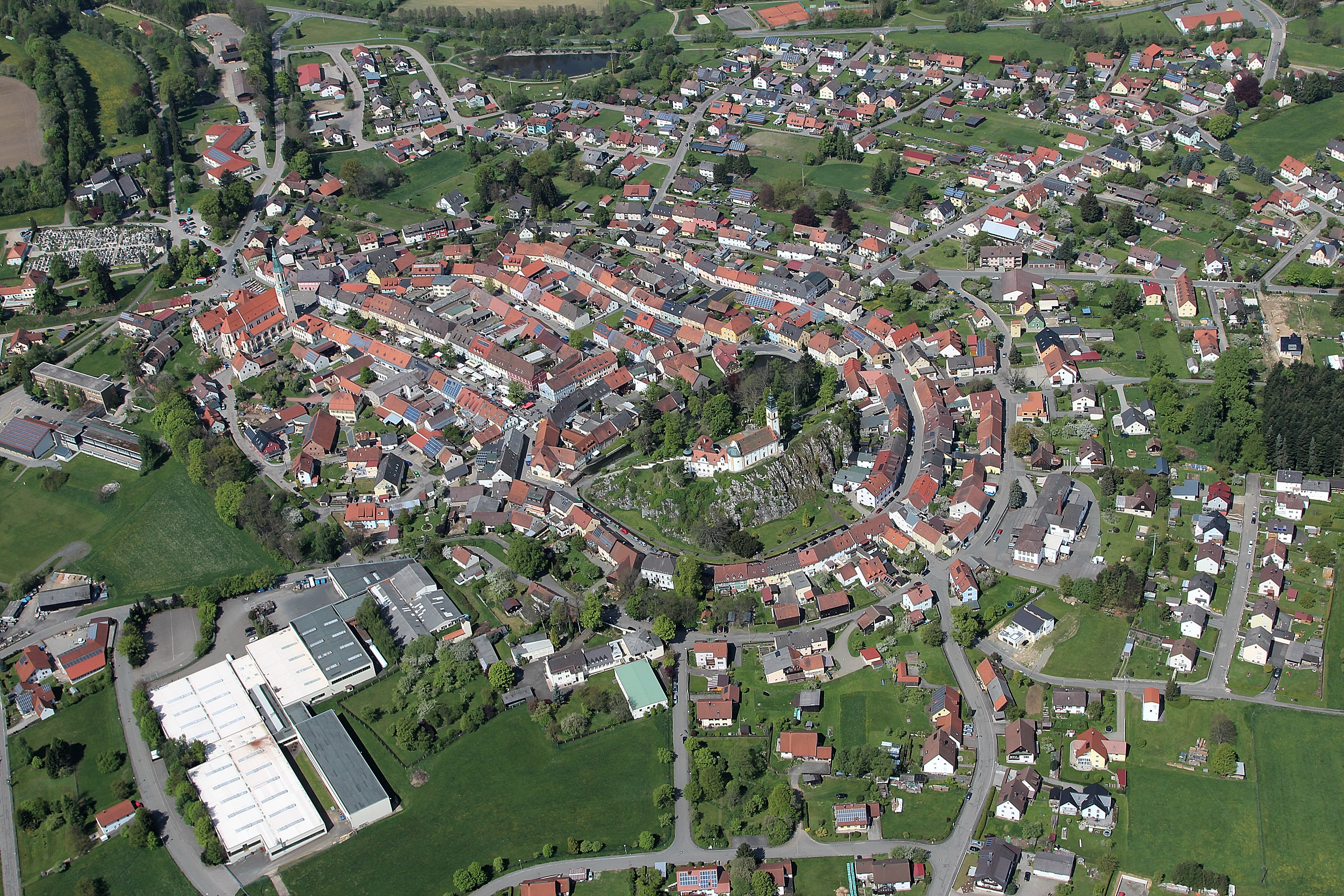
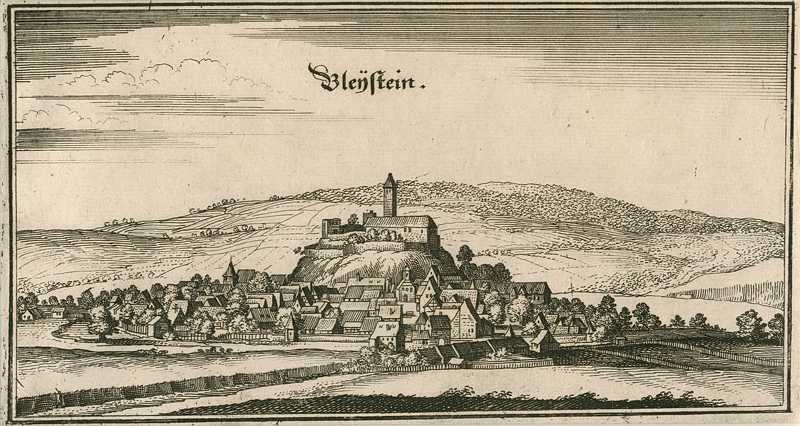
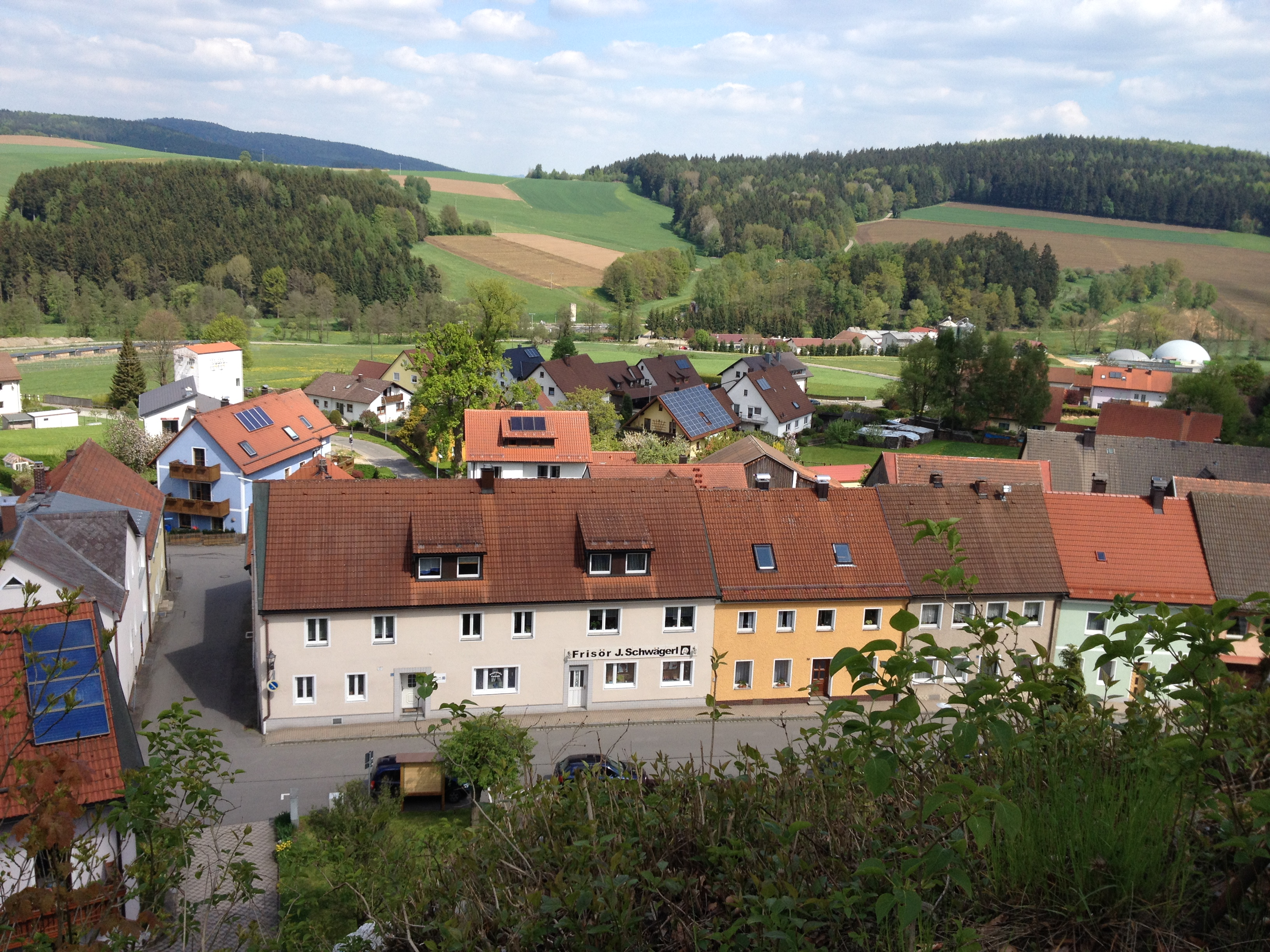